# Nikolaï Goulaïev
Nikolaï Dmitrievitch Goulaïev (en russe : Николай Дмитриевич Гулаев) est un aviateur soviétique, né le 25 février 1918 et décédé le 27 septembre 1985. Pilote de chasse et As de la Seconde Guerre mondiale, il fut distingué deux fois par le titre de Héros de l'Union soviétique.

## Biographie
Nikolaï Goulaïev est né le 25 février 1918 dans une famille ouvrière d'Aksaï (à l'époque stanitsa cosaque d'Aksaï) dans l'actuelle oblast de Rostov. 
Il est crédité de 57 victoires.
Il fut nommé général-colonel d'aviation en 1972 et prit sa retraite en 1979. Décédé le 27 septembre 1985 à Moscou il est enterré au cimetière de Kountsevo. 

## Décorations
- Héros de l'Union soviétique
  - le 28 septembre 1943 (médaille no 1497)
  - le 1er juillet 1944
- Ordre de Lénine
- Ordre de la révolution d'Octobre
- Ordre du Drapeau rouge
- Ordre de la Guerre patriotique
- Ordre de l'Étoile rouge

## Hommages
Un buste en bronze a été érigé en son honneur dans sa ville natale et une plaque en bronze à Rostov-sur-le-Don.